# ایسه سادااوکی
ایسه سادااوکی (انگلیسی: Ise Sadaoki; ۱ ژانویهٔ ۱۵۵۹ – ۲ ژوئیهٔ ۱۵۸۲) سامورایی و از ملازمان خاندان آکچی در دوره سنگوکو و دوره آزوچی-مومویاما در ژاپن بود. وی با دختر آکچی میتسوهیده ازدواج کرد.